# Интернет-энциклопедия PWN
Интернет-энциклопедия PWN (пол. Internetowa encyklopedia PWN) — онлайновая энциклопедия на польском языке, доступная бесплатно и без необходимости регистрации, выпускаемая пользующимся хорошей репутацией польским издательством Wydawnictwo Naukowe PWN (Научное издательство ПВН). Содержит более 80 тысяч статей и около 5 тысяч изображений.
На заглавной странице — скромная хронологическая таблица, случайное изображение, случайная статья и интересный факт. Статьи возможно найти с помощью списка или через окно поиска.
Над составлением энциклопедии PWN работали около 3 тысяч авторов, консультантов и рецензентов из всех известных польских институтов и научных институций: Польской академии наук, университетов, академий, других высших учебных заведений, исследовательских учреждений, музеев, архивов и библиотек. Энциклопедия составлена группой научного издательства PWN, имеющей самый большой в Польше опыт в области энциклопедического редактирования, и при участии многочисленных специалистов из разных областей.